# روابط تجاری ایران و افغانستان
روابط تجاری ایران و افغانستان به دلیل همسایگی ایران و افغانستان برای هر دو کشور اهمیت دارد. افغانستان یکی از بازارهای عمده برای کالاهای ایرانی است. حجم دادوستد ایران و افغانستان در سال ۹۵ نزدیک به دو و نیم میلیارد دلار برآورد شده‌است.

## حجم معاملات
حجم دادوستد ایران و افغانستان در سال ۹۵ نزدیک به دو و نیم میلیارد دلار برآورد شده که بیشتر آن، صادرات کالاهای ایرانی به افغانستان است و اتفاقاً طرف افغانستانی هم این کالاها را به گرمی می‌پذیرد؛ به‌طوری‌که آذرخش حافظی، رئیس روابط بین‌الملل اتاق تجارت افغانستان، در شهریورماه گفته بود این میزان می‌تواند تا یک دهه دیگر به ۲۰ تا ۲۵ میلیارد دلار هم افزایش یابد. 
محسن خاوری هاشمی، نایب دوم اتاق اصناف مشهد، «محصولاتی نظیر صنایع غذایی، ماشین‌آلات و مصالح ساختمانی، خدمات فنی و مهندسی و مخابراتی، حمل‌ونقل، لوازم خانگی، دکوراسیون، مبلمان و مصنوعات چوبی، مصنوعات پلاستیکی، موکت و کف‌پوش، تجهیزات پزشکی و آزمایشگاهی، الیاف و منسوجات، پوشاک، پوست و چرم، محصولات آرایشی و بهداشتی، تابلوفرش و صنایع دستی، فرش دستباف و ماشینی، زیورآلات و نقره و…» را از جمله ظرفیت‌های اصناف برای حضور در بازار افغانستان دانست.

## مشکلات بانکی
افغانستان یکی از کشورهایی است که ایران به دلایل مختلف نیازمند گسترش روابط بانکی با آن است. حدود سه میلیون پناهنده و مهاجر افغانستانی (حدود یک‌میلیون قانونی و دو میلیون غیرقانونی) در ایران به سر می‌برند. محدودیت‌های بانکی برای این افراد (حتی محدودیت‌های پیچیده و دست و پاگیر برای اتباع قانونی افغانستانی در ایران) هم مایه دردسر و ناخرسندی افغانستانی‌ها شده و هم به اقتصاد و نظام بانکداری ایران آسیب زده است. از یکسو، آن دومیلیون نفری که به‌گونه‌ای غیرمجاز در ایران به سر برده و بیشترشان در مشاغل دشوار مشغول به کار هستند، درآمدهایشان را هنگامی‌که در ایران به سر می‌برند (که میانگین بین شش ماه تا یک سال به درازا می‌کشد)، نزد خودشان یا افراد معتمد به امانت می‌سپارند. تجربه چندین دهه فشار برای پیشگیری از ورود این افراد به کشور شکست خورده است، ضمن آنکه بیشتر اینان در کارهایی مشغول‌اند که جوانان ایرانی کمتر زیر بار آن فعالیت‌ها می‌روند. همچنین آن یک‌میلیون مهاجر/پناهنده قانونی هم در بسیاری از مواقع با موانع دست و پاگیر برای بازکردن حساب بانکی یا استفاده از آن روبرو هستند.

## بازار محصولات فرهنگی ایران در افغانستان
کالاهای فرهنگی ایرانی خصوصاً کتاب یکی از زمینه‌هایی است که به‌شدت توسط شهروندان افغانستانی دنبال شده و خواستار دارد. بیشتر کتاب‌های موجود در افغانستان، در ایران چاپ‌شده‌اند و تعدادی کمتر نیز در پاکستان. در افغانستان اگرچه حدود یک‌صد انتشاراتی وجود دارد (که البته قابل‌مقایسه با ۱۲ هزار ناشر ایرانی نیست)، اما به دلیل مشکلات ساختاری و به‌صرفه نبودن، کامیابی چندانی در گسترش صنعت نشر افغانستان نداشته‌اند. البته بسیاری از کتاب‌های چاپ ایران با فاصله زمانی بسیار، تازه به شهرهای بزرگ افغانستان همچون کابل، هرات و مزارشریف می‌رسد و چنانچه کسی از شهرها و روستاهای دیگر مایل به دسترسی به این کتاب‌ها باشد، یا باید رنج سفر به شهرهای بزرگ را بر خود هموار کند یا منتظر بماند تا یک کتاب‌فروشی در شهر خودش، آن را بیاورد.
فروش فیلم و سریال‌های ایرانی (که در افغانستان پرطرفدارند)، آلبوم‌های موسیقی، نرم‌افزارهای اندرویدی و… نیز یکی از جنبه‌های این بازار است. برای نمونه، کافه بازار به‌عنوان بزرگ‌ترین عرضه‌کننده نرم‌افزارهای گوشی‌های همراه، توسط بسیاری از جوانان افغانستانی مورد استفاده قرار می‌گیرد. اما برنامه‌های فروشی کافه بازار، نمی‌تواند برای افغانستانی‌ها که امکان پرداخت آنلاین ندارند، مورد استفاده قرار بگیرد.

## راه‌گذر ریلی
راه‌گذر ریلی موجود شهر هرات در افغانستان را از طریق ایران به مقصد ترکیه و اروپا متصل می کند.